# Variophone

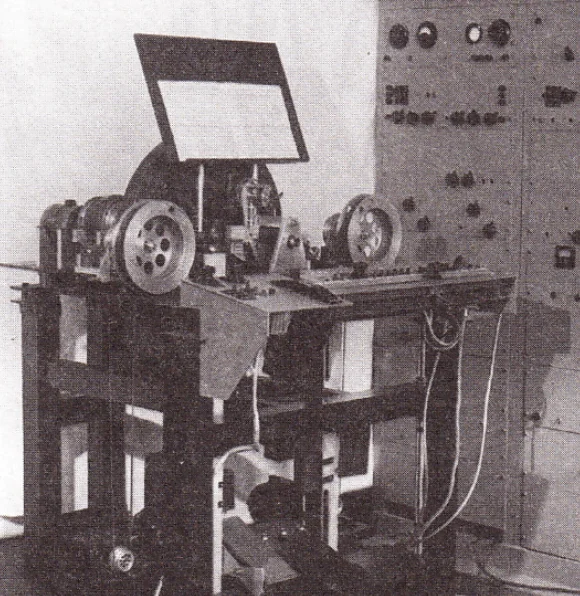
Variophone (1949)

Das Variophone ist ein optischer Synthesizer, der 1930 von Evgeny Sholpo (1891–1951) bei Lenfilm Studio Productions in Leningrad entwickelt wurde. Das Musikinstrument entstand während seiner Experimente mit graphischen Klangtechniken, weswegen der Klang auch als ornamental, gezeichnet, papieren und synthetisch bezeichnet wird. Bei seinen Forschungen wurde Sholpo von dem Komponisten Georgi Rimsky-Korsakov unterstützt.

## Geschichte
Das Variophone benutzte Pappscheiben in die wellenförmig Öffnungen geschnitten wurden, welche die Schallwellen repräsentierten. Die Scheiben rotierten synchron mit einem sich bewegenden 35mm-Film, während sie auf diesen fotografiert wurden, um so eine durchgehende Tonspur zu erzeugen. Anschließend wurde dieser Filmstreifen für die Wiedergabe mit Hilfe eines Filmprojektors wie ein gewöhnlicher Film abgespielt, dabei jedoch von einer Fotozelle in ein elektrisches Signal umgewandelt. Dieses wurde verstärkt und von einem Lautsprecher wiedergegeben. Die Anordnung arbeitete ähnlich einem musikalischen Aufnahmeprozess.
Obwohl mit der ersten Version des Variophones polyphone Tonspuren von maximal 6 Einzelstimmen durch die Aufnahme mehrerer monophoner Teile und deren Kombination hergestellt werden konnten, enthielten einige Tonspuren Ende der 1930er und 1940er Jahre bis zu zwölf Stimmen, die als winzige parallele Spuren innerhalb des normalen Tonspurbereichs aufgenommen wurden.
Zur gleichen Zeit experimentierten in der Sowjetunion mehrere andere Künstler mit ähnlichen Ideen. Der erste künstliche Soundtrack, der je geschaffen worden ist, wurde 1930 vom Komponisten und Musiktheoretiker Arseni Avraamov geschaffen, der mit einer handgezeichneten Technik zur Erzeugung von Klangeffekten arbeitete. Nikolai Voinov, Ter-Gevondian und Konstantinov entwickelten Tontechniken auf Papier. Boris Yankovsky entwickelte seine Spektralanalyse-, Zerlegungs- und Resynthesetechnik, die den neueren Computermusiktechniken der Kreuzsynthese und dem Phasenvocoder ähnelt. Viele Tonfilme und künstliche Soundtracks für Filme und Zeichentrickfilme wurden mit Hilfe des Variophones produziert, einschließlich der populären Tonfilme, die in den 1930er bis 1940er Jahren.
Ende 1941 bei der Belagerung von Leningrad wurde das Variophone zerstört, als die letzte Rakete explodierte. Nach dem Zweiten Weltkrieg wurde Evgeny Sholpo Direktor des neuen Wissenschaftlichen Forschungslabors für Grafischen Ton am Staatlichen Forschungsinstitut für Tonaufzeichnung in Leningrad.
Die vierte und endgültige Version des Variophones wurde nicht fertiggestellt, trotz vielversprechender Experimente zur musikalischen Intonation und zu den zeitlichen Merkmalen von Live-Musikaufführungen. Das Labor wurde nach Moskau verlegt, und Sholpo wurde von seinem Posten als Direktor abberufen. 1951 starb Evgeny Sholpo nach langer Krankheit, und sein Labor wurde geschlossen.
Ein großer Teil der Dokumentation wurde auf Nitrofilm gebracht, der jedoch später versehentlich zerstört wurde. Die verbliebene Dokumentation für die Variophone wurde in das Akustische Labor des Moskauer Staatlichen Konservatoriums und später in das Theremin-Zentrum verlegt. Im Jahr 2007 wurden mehrere Stunden grafischer Tonspuren, die mit dem Variophone produziert wurden, in einem Moskauer Filmarchiv entdeckt und warten nun auf ihre Veröffentlichung.
Die Entwicklungen von Sholpo mündeten in die Entwicklung von Daphne Orams Oramics und auch in Mursins ANS-Synthesizer.